# Hugo Junkers
Hugo Junkers (3. února 1859 Rheydt, dnes část města Mönchengladbach – 3. února 1935 Gauting), byl německý technik, konstruktér letadel a podnikatel.
Začínal jako technik zabývající se plynovým vytápěním. Nejvíce slávy mu však přineslo konstruování letadel, zasloužil se také o jejich aerodynamiku. Postavil vlastní továrnu a vyrobil první celokovový dopravní letoun Junkers F 13 a ve své době nejpoužívanější typ Junkers Ju 52.
Když se nacisté v 1933 dostali k moci, tak požádali Junkerse a jeho podniky o pomoc ve znovuvyzbrojení Německa. Když Junkers odmítl, nacisté odpověděli tím, že od jeho společností požadovali vlastnictví všech patentů a podílů na trhu pod hrozbou uvěznění. V roce 1934 byl Junkers umístěn do domácího vězení a zemřel doma roku 1935 během vyjednávání vzdát se zbývajících podílů a zájmů ve společnosti Junkers. Jeho společnost pak pod nacistickou kontrolou produkovala některé z nejúspěšnějších německých vojenských letadel druhé světové války.